# Discocoris
Discocoris is een geslacht van wantsen uit de familie van de Thaumastocoridae. Het geslacht werd voor het eerst wetenschappelijk beschreven door Kormilev in 1955.

## Soorten
Het genus bevat de volgende soorten:

- Discocoris dominicanus Slater & Baranowski, 2000
- Discocoris drakei Slater & Ashlock, 1959
- Discocoris fernandezi Slater & Brailovsky, 1983
- Discocoris imperialis Slater & Schuh, 1990
- Discocoris kormilevi Viana & D.J.Carpintero, 1981
- Discocoris vianai Kormilev, 1955